# Titanoides
Titanoides is een geslacht van uitgestorven zoogdieren behorend tot de Pantodonta en het kwam voor in het Paleoceen van Noord-Amerika. 

## Kenmerken
Titanoides was ongeveer honderdvijftig kilogram zwaar. Dit dier had een varkensachtige bouw en sabeltandachtige hoektanden. Titanoides had grote voorpoten met sterke klauwen aan de voeten, die gebruikt werden voor graven of het afscheuren van taaie planten. Het was een zoolganger.

## Fossielen
Fossielen van Titanoides zijn gevonden in San Juan-bekken in Wyoming (Bighorn-bekken en Clark's Fork-bekken), North Dakota, Montana en Colorado en dateren uit het Tiffanian en Clarkforkian (60,5 - 55,5 miljoen jaar geleden).